# Pegasus (album)
Pegasus – trzeci album studyjny amerykańskiego rapera Trippie Redda, wydany 30 października 2020 roku. Na albumie gościnnie wystąpili; Myiah Lynnae, Yung LB, PartyNextDoor, Chris Brown, Rich the Kid, Young Thug, Future, Lil Mosey, Quavo, Busta Rhymes, Sean Kingston, Doe Boy, Lil Wayne, HoodyBaby i Swae Lee. Wersja deluxe zatytułowana Neon Shark vs Pegasus, stworzona we współpracy z Travisem Barkerem, została wydana 19 lutego 2021 roku i zawierała gościnne udziały; Machine Gun Kelly, blackbear, Chino Moreno, Scarlxrd i ZillaKami.
Album zadebiutował na drugim miejscu listy Billboard 200, sprzedając się w ilości 60 000 egzemplarzy w pierwszym tygodniu.

## Tło
Album został ogłoszony przez Redda w marcu 2020 roku za pośrednictwem posta na Instagramie z podpisem „PEGASUS, album. Jeden dzień”. Redd powiedział, że tym razem album będzie miał podejście „marzycielskie, nostalgiczne i kosmiczne”. Później, w czerwcu 2020 roku, Redd ogłosił wersję deluxe albumu i że będzie to jego rockowy projekt, nad którym pracował od marca 2019 roku, i podał więcej informacji o nadchodzącym albumie w transmisji na żywo na Instagramie. Stwierdził, że piosenki na albumie zostaną ułożone w określonej kolejności, tak jak jego poprzedni projekt A Love Letter to You 4, przy czym piosenki miłosne będą pierwsze, głębokie w środku, a ciężkie piosenki na końcu. Powiedział, że Pegasus będzie „o wiele lepszy” niż A Love Letter to You 4 i że „zabiera cię z miejsca na miejsce, jeśli chodzi o gatunek.”
18 sierpnia 2020 roku cały album wyciekł po tym, jak Redd oświadczył, że opóźni album, jeśli więcej jego muzyki będzie nadal wyciekać do sieci. Według wywiadu z kolegą z wytwórni Redda, raperem 6ix9ine, Pegasus był odpychany o miesiące przez wytwórnię, która uważała, że nowy projekt Redda nie zyska wystarczającej popularności, aby był opłacalny finansowo.
19 lutego 2021 roku ukazał się wspólny projekt z Travisem Barkerem, zatytułowany Neon Shark vs Pegasus, zawierający 14 nowych piosenek, w tym singel „Dreamer” z 2020 roku oraz różne projekty we współpracy z piosenkarzem Machine Gun Kelly. Przed oficjalnym wydaniem albumu wersja deluxe przypadkowo wyciekła do serwisu streamingowego Tidal, zanim została usunięta kilka minut później.

## Single
Główny singel „Excitement” z kanadyjskim piosenkarzem i raperem PartyNextDoor został wydany 15 maja 2020 roku.
11 września 2020 roku obok oficjalnego teledysku ukazał się drugi singel z albumu, „I Got You”, z udziałem amerykańskiego rapera Busty Rhymesa.
7 października 2020 roku „Sleepy Hollow” zostało wydane jako trzeci singel z albumu, a także ujawniono listę utworów i datę wydania albumu.

## Krytyka
Pitchfork w swojej recenzji stwierdziło, że album „brzmi jak przypadkowo wygenerowana lista odtwarzania: mnóstwo opcji, bardzo mało duszy”. Minnesota Daily skrytykowało jego liryczną zawartość, mówiąc: „Pod względem tekstu ten album nie jest niczym specjalnym. Kilka tekstów, które jesteś w stanie wybrać, jest albo ogólnych, albo całkowicie przesadzonych”.

## Powodzenie u publiczności
Pegasus od razu pojawił się na drugim miejscu listy Billboard 200 w USA, sprzedając się w liczbie 60 000 egzemplarzy w pierwszym tygodniu. Była to piąta premiera Trippiego Redda w pierwszej piątce listy przebojów w USA po wydaniu jego projektu, A Love Letter to You 4, który znalazł się na szczycie listy. Odnotowano również łącznie 79,2 miliona odsłuchań piosenek z albumu na całym świecie w pierwszym tygodniu od jego wydania.

## Okładka
Okładka została opublikowana 1 października 2020 roku na Instagramie Trippie Redda i przedstawia go w bieliźnie z rękami wyciągniętymi przed mitologicznym Pegazem. Grafika spotkała się z mieszanym przyjęciem ze strony fanów, a Redd później usunął zdjęcie.

## Lista utworów
| No.                | Tytuł                                             | Twórcy | Producenci                                                                                          | Długość |
| ------------------ | ------------------------------------------------- | --- | --------------------------------------------------------------------------------------------------- | ------- |
| 1.                 | "Let It Out" (gościnnie: Myiah Lynnae)            | - Michael White IV - Myiah Lynnae - Ozan Yildrim - Oliver Carnival - Nicholas Frascona | - OZ - Nik D - Oscar Zulu - LVNDVN                                                                  | 2:56    |
| 2.                 | "Moonlight"                                       | - White - Adrian "Hammad Beats" Rupke - Quintin Gulledge - Joe Talamo | - Hammad Beats - Gulledge - Oscar Zulu                                                              | 2:41    |
| 3.                 | "Love Scars 4"                                    | - White - Rupke - Talamo | - Hammad Beats - Oscar Zulu                                                                         | 2:36    |
| 4.                 | "The Nether"                                      | - White - Yildrim - Frano Huett - Jordan Lusitini | - OZ - Frano - Burnley AKL                                                                          | 2:37    |
| 5.                 | "So Stressed" (gość: Yung LB)                     | - White - Fetaiaki "Yung LB" Teaupa - Rupke | - Hammad Beats - Stoopid Lou - Oscar Zulu                                                           | 3:24    |
| 6.                 | "Excitement" (gość: PartyNextDoor)                | - White - Jahron Brathwaite - Yildrim - Nik "D" Frascona - Dominik "Deats" Patrzek | - OZ - Nik D - Deats                                                                                | 4:43    |
| 7.                 | "Mood" (gość: Chris Brown)                        | - White - Christopher Brown - Nickalas "Goose the Guru" Turner - Kyle "LASTNGHT" Edwards - Darien "Dinuzzo" Overton | - Goose the Guru - LASTNGHT - Dinuzzo                                                               | 2:23    |
| 8.                 | "Pegasus"                                         | - White - Rupke | - Hammad Beats - Oscar Zulu                                                                         | 2:17    |
| 9.                 | "Weeeeee"                                         | - White - Kamil "Loaded" Budek | Loaded                                                                                              | 2:32    |
| 10.                | "Personal Favorite" (gość: Rich the Kid)          | - White - Dimitri Roger - Chase "TheMoney" Rose - Everett "Heavy Mellow" Romano | - ChaseTheMoney - Heavy Mellow                                                                      | 2:35    |
| 11.                | "V-12"                                            | - White - Anton "Starboy" Mendo | - Starboy - RIP - Psymun - Distance Decay                                                           | 2:06    |
| 12.                | "Spaceships" (gość: Young Thug)                   | - White - Jeffery Williams - Jacob "ATL Jacob" Canady | ATL Jacob                                                                                           | 2:54    |
| 13.                | "Never Change" (gość: Future)                     | - White - Nayvadius Wilburn - Jamal "Mally Mall" Rashid - Erik Ortiz - Kevin Crowe - Kenneth Bartolomei - Overton - 1993 - Eesean Bolden - Edwards - Lateef Garrett - Larrance "Rance" Dopson - Khirye Tyler - Stefan Schecter - Don Gerard Di Napoli, Jr. - Zachary Gorrin | - Mally Mall - J.U.S.T.I.C.E. League - Dinuzzo - 1993 - Bolden - LASTNGHT - Garrett - Rance - Tyler | 2:53    |
| 14.                | "Good Morning"                                    | - White - Darrel "ChopSquad DJ" Jackson | ChopSquad DJ                                                                                        | 3:21    |
| 15.                | "No Honorable Mentions" (gość: Lil Mosey i Quavo) | - White - Lathan Echols - Quavious Marshall - Jackson | - ChopSquad DJ - RMG Nu - FaatKiid - Xeryus                                                         | 4:18    |
| 16.                | "I Got You" (gość: Busta Rhymes)                  | - White - Trevor Smith, Jr. - Wesley Glass - Sean Momberger - Roger McNair - Rashia Fisher - William Lewis - Leroy Jones | - Wheezy - Momberger - Rance - Taylor                                                               | 3:05    |
| 17.                | "Too Fly"                                         | - White - Rupke | - Hammad Beats - LNK - Mario Petersen                                                               | 3:04    |
| 18.                | "Red Beam" (gość: Sean Kingston)                  | - White - Kisean Anderson - Yildrim | - OZ - Deats - Nik D                                                                                | 2:07    |
| 19.                | "Oomps Revenge, Pt. 2"                            | - White - Rupke | - Hammad Beats - Oscar Zulu                                                                         | 1:57    |
| 20.                | "Take One"                                        | - White - Nicholas Mira | Nick Mira                                                                                           | 2:01    |
| 21.                | "Sleepy Hollow"                                   | - White - Tobias "Outtatown" Dekker | Outtatown                                                                                           | 1:41    |
| 22.                | "Kid That Didd" (gość: Future i Doe Boy)          | - White - Wilburn - Isam "Doe Boy" Mostafa - Jackson - Christopher "CBMix" Barnett | - ChopSquad DJ - CBMix                                                                              | 3:37    |
| 23.                | "Don"                                             | - White - Jackson | ChopSquad DJ                                                                                        | 2:24    |
| 24.                | "Hell Rain" (gość: Lil Wayne i HoodyBaby)         | - White - Dwayne Carter, Jr. - Omolulu "HoodyBaby" Akinlolu - Carl McCormick | Cardiak                                                                                             | 3:47    |
| 25.                | "TR666" (gość: Swae Lee)                          | - White - Khalif Brown - Scott Storch - Vincent van den Ende | - Storch - Avedon                                                                                   | 3:00    |
| 26.                | "Sun God (Above You)" (gość: Myiah Lynnae)        | - White - Lynnae - Jose "Angel Lopez" Velazquez | Angel Lopez                                                                                         | 3:12    |
| Całkowita długość: | Całkowita długość:                                | Całkowita długość: | Całkowita długość:                                                                                  | 74:11   |

| No. | Tytuł            | Twórcy                                | Producenci                 | Długość |
| --- | ---------------- | ------------------------------------- | -------------------------- | ------- |
| 27. | "Where You Goin" | - White - David Morse - Kim Candilora | - David Morse - KC Supreme | 1:55    |
| 28. | "Lighting"       | - White - Igor Mamet - Andreas Matura | - Igor Mamet - Nadddot     | 2:40    |

| No. | Tytuł                                                | Twórcy                                                                                          | Producenci                                    | Długość |
| --- | ---------------------------------------------------- | ----------------------------------------------------------------------------------------------- | --------------------------------------------- | ------- |
| 27. | "Pill Breaker" (gość: Machine Gun Kelly i Blackbear) | - White - Colson Baker - Matthew Musto - Travis Barker - Andrew Goldstein - Matt Malpass        | Barker                                        | 2:57    |
| 28. | "Without You"                                        | - White - Barker - Nick Long - Carron R.                                                        | - Barker - Long                               | 3:09    |
| 29. | "Swimming"                                           | - White - Barker - Will Swan                                                                    | Barker                                        | 2:15    |
| 30. | "Female Shark"                                       | - White - Barker                                                                                | Barker                                        | 2:43    |
| 31. | "Geronimo" (gość: Chino Moreno)                      | - White - Chino Moreno - Barker - Long                                                          | - Barker - Long                               | 2:59    |
| 32. | "Sea World"                                          | - White - Barker - Malpass                                                                      | Barker                                        | 2:36    |
| 33. | "Red Sky" (gość: Machine Gun Kelly)                  | - White - Baker - Barker - Carron R.John Feldmann                                               | - Barker - Feldmann                           | 2:32    |
| 34. | "Megladon"                                           | - White - Barker - Malpass                                                                      | Barker                                        | 3:14    |
| 35. | "Save Yourself"                                      | - White - Barker - Carron R. - Feldmann                                                         | - Barker - Feldmann                           | 2:40    |
| 36. | "Dreamer"                                            | - White - Francis "Yeezo" Palladino                                                             | Yeezo                                         | 2:50    |
| 37. | "It's Coming"                                        | - White - Barker - Malpass                                                                      | Barker                                        | 2:34    |
| 38. | "Leaders"                                            | - White - Barker - Federico Vindver - Jared "Pearl Lion" Scharff - Jose "Angel Lopez" Velazquez | - Barker - Vindver - Pearl Lion - Angel Lopez | 2:40    |
| 39. | "Frozen Ocean"                                       | - White - Barker - Malpass                                                                      | Barker                                        | 3:24    |
| 40. | "Dead Desert" (gość: Scarlxrd i ZillaKami)           | - White - Marius Listhrop - Junius Rogers - Barker - Malpass                                    | Barker                                        | 2:41    |

| No.                | Tytuł              | Twórcy             | Producenci         | Długość |
| ------------------ | ------------------ | ------------------ | ------------------ | ------- |
| 1.                 | "Woooo"            | - White            | - Trippie Redd     | 1:04    |
| 2.                 | "Pegasus Coming"   | - White            | - Trippie Redd     | 1:12    |
| 3.                 | "Laugh"            | - White            | - Trippie Redd     | 1:03    |
| 4.                 | "Growl"            | - White            | - Trippie Redd     | 1:05    |
| 5.                 | "Door + Laugh"     | - White            | - Trippie Redd     | 1:03    |
| 6.                 | "Breathes"         | - White            | - Trippie Redd     | 1:02    |
| Całkowita długość: | Całkowita długość: | Całkowita długość: | Całkowita długość: | 80:30   |

## Pozycje na listach przebojów
| Lista (2020–2021)                  | Pozycja |
| ---------------------------------- | ------- |
| Australia (ARIA)                   | 60      |
| Belgia (Ultratop Flanders)         | 60      |
| Belgia (Ultratop Wallonia)         | 89      |
| Kanada (Billboard)                 | 6       |
| Holandia (Album Top 100)           | 44      |
| Francja (SNEP)                     | 50      |
| Irlandia (OCC)                     | 36      |
| Litwa (AGATA)                      | 66      |
| Nowa Zelandia (RMNZ)               | 32      |
| Norwegia (VG-lista)                | 14      |
| Szwajcaria (Schweizer Hitparade)   | 56      |
| Wielka Brytania (OCC)              | 79      |
| Billboard 200                      | 2       |
| Top R&B/Hip-Hop Albums (Billboard) | 1       |

| Lista (2021)                       | Pozycja |
| ---------------------------------- | ------- |
| Top R&B/Hip-Hop Albums (Billboard) | 85      |

## Certyfikaty
| Kraj       | Certyfikat | Ilość sprzedanych jednostek |
| ---------- | ---------- | --------------------------- |
| USA (RIAA) | Złoto      | 500,000                     |